# Hans Georg Pöhner
Hans Georg Pöhner (getauft 18. April 1657 in Neudek; begraben 13. Januar 1738 ebenda) war Ratsherr und Bürgermeister von Neudek und Stifter der dortigen Dreifaltigkeits- bzw. Pestsäule.

## Leben
Hans Georg Pöhner stammte aus der angesehenen Neudeker Bürgerfamilie Pöhner. Traditionell übten sie in dem Städtlein über Generationen das Handwerk des Fleischers aus. Er war der Sohn des Bürgers und Fleischers Georg Pöhner (1625–1693) und dessen erster Ehefrau Regina geb. Pleyer (1628–1664), der Tochter des Blechmeisters Melchior Pleyer. Die Familie stammte ursprünglich aus dem vogtländischen Plauen und ließ sich Ende des 16. Jahrhunderts in Platten und dann in Neudek nachweisen.   
Auch Hans Georg Pöhner erlernte den Beruf des Fleischhackers. 1681 heiratete er Elisabeth Weinel (1662–1729), die jüngste Tochter des Bürgermeisters Georg Weinel. Pöhner war Mitglied des Rats und bekleidete mehrmals in seinem Leben das Amt des Bürgermeisters, so im Jahre 1707 zusammen mit Johann Stöckner. Neudek wurde in seiner Geschichte mehrfach von Krieg, Hungersnöten und Pestepidemien heimgesucht. Möglicherweise stiftete er 1715 aus diesem Anlass seiner Stadt eine Dreifaltigkeits- bzw. Pestsäule. Zuvor stand sie im Zentrum der Stadt am Hotel Post und wurde 1924 an den heutigen Standort neben der Dekanalkirche St. Martin versetzt. Pöhner starb 1738 im Alter von 83 Jahren und überlebte seine Frau und möglicherweise auch seinen Sohn gleichen Namens.  